# 中国乌孜别克族
中国乌孜别克族，或通称乌孜别克族，是中國西北地區的一個少數民族，也是中華人民共和國官方認定的56個民族之一。2021年總人口12,742人，散居在新疆的伊寧、莎車、烏魯木齊、塔城等地，其中大部分居住在城鎮，少數在農村。大南沟乌孜别克族乡是中國唯一的烏茲別克民族鄉。南疆的烏孜別克人因長期與維吾爾族雜居使用維吾爾語，北疆牧區的烏孜別克人使用哈薩克語。
烏茲別克人在中國的歷史可以追溯到金帳汗國時代，金帳汗國存在於13世紀至15世紀的中亞和南俄。在中國的烏茲別克族是沿著絲綢之路旅行的河中商人的後裔。其他人是在1750年代中國軍隊擊敗準噶爾人後抵達的。多數來自安集延和浩罕，在新疆從事商貿，一部分定居農耕。